# Spidean Coire nan Clach
Spidean Coire nan Clach är ett berg i Storbritannien.   Det ligger i kommunen Highland och riksdelen Skottland, i den nordvästra delen av landet, 700 km nordväst om huvudstaden London. Toppen på Spidean Coire nan Clach är 993 meter över havet, eller 610 meter över den omgivande terrängen. Bredden vid basen är 19,0 km.
Terrängen runt Spidean Coire nan Clach är huvudsakligen kuperad. Trakten runt Spidean Coire nan Clach är nära nog obefolkad, med mindre än två invånare per kvadratkilometer. Trakten runt Spidean Coire nan Clach består i huvudsak av gräsmarker.